# Lasionycta uniformis
Lasionycta uniformis es una especie de mariposa nocturna de la familia Noctuidae.
Se distribuye extensamente en las montañas del oeste de Norteamérica. Habita del sur de Yukón al norte de California y Colorado, con una población aislada en el este de Quebec.
Sobrevuela la tundra alpina y es más común en las laderas rocosas cerca de la línea de árboles. Es predominantemente nocturna, es atraída por la luz y se puede encontrar alimentándose de Silene acaulis.
Los adultos vuelan desde principios de julio hasta finales de agosto.

## Subespecies
- Lasionycta uniformis uniformis (Montañas Rocosas y montañas Purcell al noreste, en Columbia Británica)

- Lasionycta uniformis multicolor (desde el monte Montana en el suroeste de Yukón, hacia el sur por las Montañas Costeras de Columbia Británica hasta la cordillera de las Cascadas en Washington)

- Lasionycta uniformis fusca (desde Colorado central y el norte de Utah hasta la meseta de Beartooth en la frontera entre Wyoming y Montana)

- Lasionycta uniformis shasta (en  el monte Shasta, en la cordillera de las Cascadas del norte de California. Puede estar más ampliamente distribuida en el norte de California y en Oregón, en la parte meridional de la cordillera de las Cascadas o en los montes Klamath)

- Lasionycta uniformis handfieldi (en el monte Albert en la península de la Gaspesia, en Quebec)

|                                 |
| Lasionycta uniformis multicolor |

|                            |
| Lasionycta uniformis fusca |

|                             |
| Lasionycta uniformis shasta |

|                                 |
| Lasionycta uniformis handfieldi |